# Wilhelm Heitmeyer

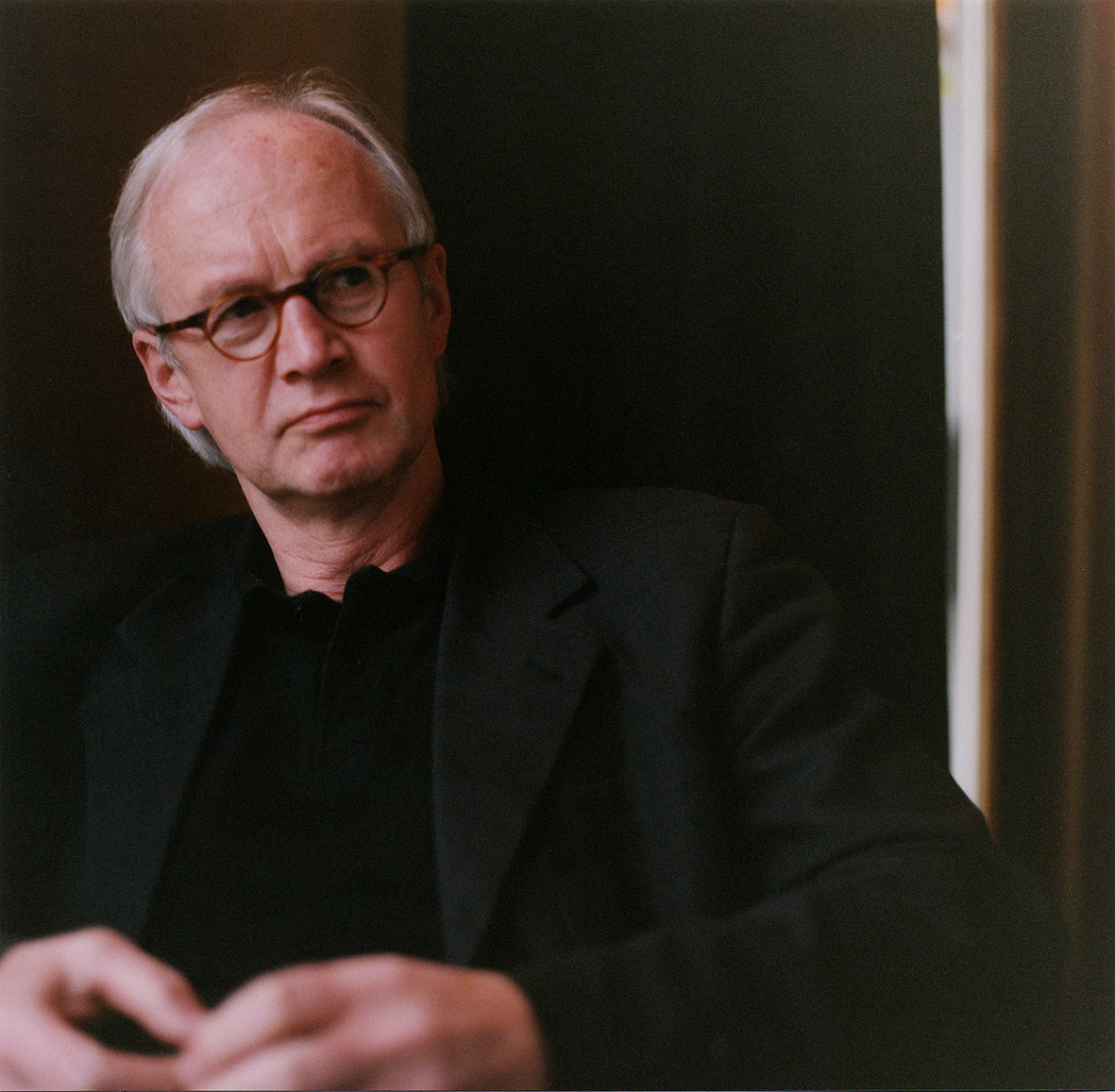
Wilhelm Heitmeyer (2003)

Wilhelm Heitmeyer (* 28. Juni 1945 in Nettelstedt) ist ein deutscher Soziologe, Erziehungswissenschaftler und Professor für Sozialisation am Institut für interdisziplinäre Konflikt- und Gewaltforschung (IKG) der Universität Bielefeld, dessen Gründungsdirektor er von 1996 bis 2013 war. Seitdem ist er dort im Rahmen einer Forschungsprofessur tätig.

## Leben
Heitmeyers Vater war Schriftsetzer und fiel im Zweiten Weltkrieg, die Mutter war Arbeiterin in einer Zigarrenfabrik und führte danach einen Lebensmittelladen. Nach dem Besuch des Wittekind-Gymnasiums Lübbecke studierte Heitmeyer Erziehungswissenschaften und Soziologie in Bielefeld. Die Promotion erfolgte 1977, die Habilitation 1988.
Vor seiner Laufbahn als Hochschullehrer war er als Schriftsetzer in der Druckindustrie und kurzzeitig als Hauptschullehrer tätig. Heitmeyer war Mitglied der SPD, bis er die Partei 1992 wegen ihrer Asylpolitik verließ. Er ist seit 1968 verheiratet. Seine Frau und er haben zwei Töchter.

## Forschungsschwerpunkte
Heitmeyers sozialwissenschaftliche Forschungsinteressen gelten seit 1982 der empirischen Forschung zu Rechtsextremismus, Gewalt, Fremdenfeindlichkeit, ethnisch-kulturellen Konflikten, sozialer Desintegration und seit 1990 der Langzeituntersuchung zur Gruppenbezogenen Menschenfeindlichkeit. Dazu hat Heitmeyer zahlreiche Projekte mit Förderung der Deutschen Forschungsgemeinschaft (DFG) umgesetzt. Er forschte Mitte der 1980er Jahre als einer der ersten zu rechtsextremistischen Orientierungen bei Jugendlichen und zu Gewalt in Fußballstadien. Bereits Mitte der 1990er Jahre untersuchte er fundamentalistische Orientierungen bei muslimischen Jugendlichen. Seit einigen Jahren gilt sein Interesse auch der Gewalt im Globalen Süden.
Heitmeyer gründete 1996 an der Universität Bielefeld das Institut für interdisziplinäre Konflikt- und Gewaltforschung (IKG) und leitete dieses bis zu seinem altersbedingten Ausscheiden als Direktor 2013. Seitdem forscht er dort als Senior Research Professor. 2008 gründete er das International Journal of Conflict and Violence, welches er als Chefredakteur bis 2014 gemeinsam mit Douglas Massey (Princeton), Steven Messner (Albany), James Sidanius (Harvard) und Michel Wieviorka (EHSS Paris) herausgab. Heitmeyer begründete federführend die bei Suhrkamp erschienene Buchreihe Deutsche Zustände, die von 2002 bis 2011 in 10 Bänden den Stand der Diskriminierung gegenüber Juden, Muslimen, Nichtweißen, Homosexuellen, Obdachlosen und anderen Gruppen untersuchte.

### Soziale Desintegration
Heitmeyer vertritt in seinem Werk die Theorie der Sozialen Desintegration, um Gewalt, Rechtsextremismus und ethnisch-kulturelle Konflikte zu erklären. Zusammen mit Mitarbeitern hat er diese Theorie in den 1990er-Jahren entwickelt, sie ist in den Sozialwissenschaften auch als „Bielefelder Desintegrationsansatz“  bekannt.
Desintegration meint grundsätzlich eine nicht gelungene gesellschaftliche Integration. Darunter versteht Heitmeyer ein ausgewogenes Verhältnis von Freiheit und Bindung, das sich auf drei Ebenen zeigt:
- sozialstrukturelle Ebene: Zugang zu materiellen Gütern (Lohn, Wohnung und Konsumgüter), Möglichkeit der Reproduktion und einer Zufriedenheit mit Lebensumständen und Beruf. Das führt zu positionaler Anerkennung.
- institutionelle Ebene: eine gesellschaftliche Aushandlung von Konflikten, ohne die Integrität von Personen zu verletzen. Das führt zu moralischer Anerkennung.
- personale Ebene: Herstellung von zwischenmenschlichen Beziehungen und Möglichkeiten der Selbstverwirklichung. Das führt zu emotionaler Anerkennung.

Desintegration liegt nun dann vor, wenn Integration in einer Gesellschaft nicht gelingt und Gemeinschaften und Institutionen nicht sicherstellen können, dass Menschen materielle Grundlagen sichern, Konflikte gewaltfrei lösen und soziale Anerkennung erhalten können. Die Grundthese Heitmeyers besagt, dass mit dem Grad der Desintegrationserfahrungen das Ausmaß und die Intensität von Gewaltkriminalität und Rechtsextremismus zunimmt und ihre Regulierungsfähigkeit abnimmt.
Verschiedene Prozesse verschärfen die Integrationsproblematik in modernen westlichen Gesellschaften:
- Auf der sozialstrukturellen Ebene vermindert soziale Polarisierung die Zugangschancen des Einzelnen zu den unterschiedlichen gesellschaftlichen Teilsystemen. Die Individualisierung erhöht zwar die Freiheit des Einzelnen, gleichzeitig wächst aber auch der Druck, sich selbst z. B. auf dem Arbeitsmarkt zu platzieren. Sinkt nun die Wahrscheinlichkeit des Erfolgs auf dem Arbeitsmarkt, führt dies bei den Verlierern zu Frustration. Es wird ihnen keine positionale Anerkennung mehr zuteil. Wettbewerb, Ökonomisierung, Konkurrenzdenken und Konsumorientierung fördern eigennutzorientiertes Verhalten (Sich-Durchsetzen, soziale Distinktion und Ausgrenzung).
- Auf der institutionellen Ebene führt die politische Machtlosigkeit zu einem Rückzug aus öffentlichen Angelegenheiten wie der Beteiligung an der Sicherung von Kernnormen wie Gerechtigkeit, Solidarität und Fairness. Damit geht dann ein Verlust moralischer Anerkennung einher.
- Auf der sozioemotionalen Ebene führt ambivalente Individualisierung zu einer Destabilisierung von Paarbeziehungen, familiärer Desintegration und gefährdet dadurch die Sozialisation von Kindern (erhöhtes Konfliktpotential, emotionale Überforderung der Eltern), sichtbar auch im Verlust emotionaler Anerkennung.

Dem Ansatz Heitmeyers, Desintegrationserfahrung als Auslöser für Rechtsextremismus zu betrachten, widersprechen Forscher wie
Roland Eckert, Helmut Willems und Stefanie Würtz.

### Gewalt
Heitmeyer hat seit Anfang der 80er Jahre Forschungen zu rechtsextremistischen Orientierungen bei Jugendlichen und die Funktion dieser Orientierungen als Legitimationen für Gewalt angestellt. Die Gründe für rechtsextremistischen Terrorismus gehören ebenfalls in dieses Spektrum. Ein Schwerpunkt war die Gewalt bei Jugendlichen in unterschiedlichen sozialen Kontexten in Verbindung mit Integrations-Desintegrationserfahrungen. Dazu gehören auch Analysen zu den Tötungsdelikten bei Amokläufen von Jugendlichen und jungen Männern in Schulen. Ein frühes Forschungsthema war die Gewalt in den Fußballstadien.
Im internationalen Kontext hat sich Heitmeyer mit der Kontrolle bzw. Kontrollverlusten von Gewalt beschäftigt und mit John Hagan (Chicago) das International Handbook of Violence Research herausgegeben. Dazu gehört auch die Leitung einer internationalen Forschergruppe zu „Control of Violence“. Seit einiger Zeit gilt sein Interesse der Gewalt im Globalen Süden.

### Gruppenbezogene Menschenfeindlichkeit

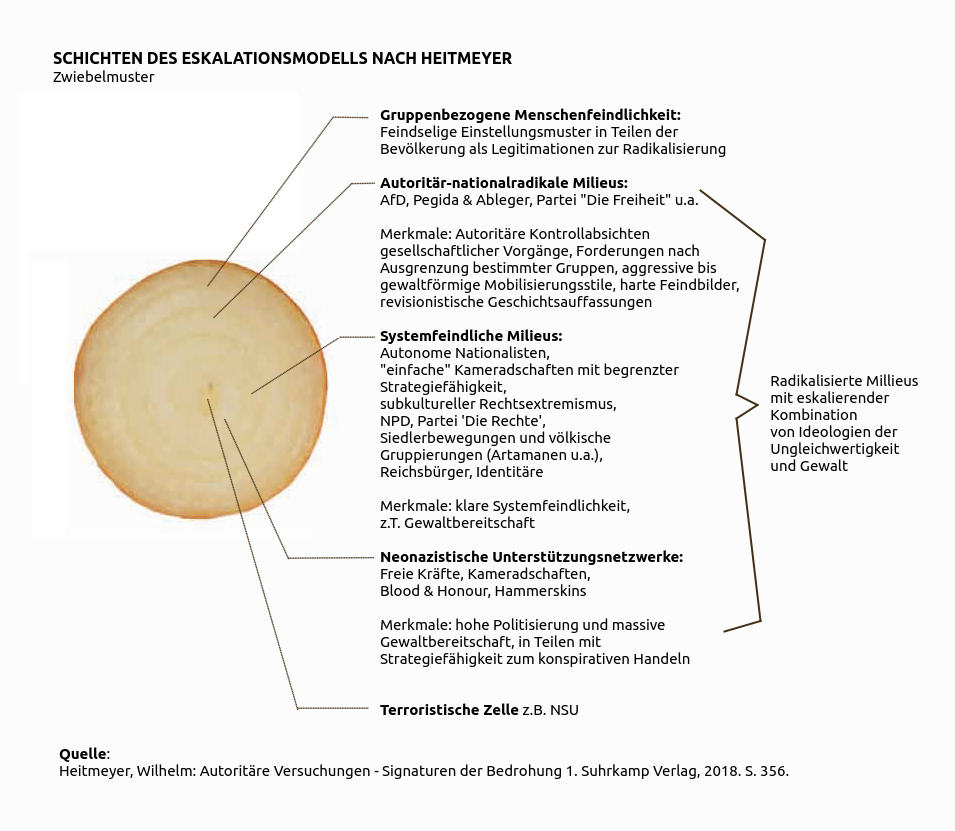
Eskalationsmodell nach Heitmeyer (Zwiebelmuster), „Eskalationskontinuum im rechten Spektrum“

Wilhelm Heitmeyer hat das Konzept und den Begriff der Gruppenbezogenen Menschenfeindlichkeit entwickelt und ab 2000 mit einer Forschungsgruppe untersucht. Gruppenbezogene Menschenfeindlichkeit bezeichnet die Abwertung und Diskriminierung von Menschen allein aufgrund ihrer tatsächlichen oder zugeschriebenen Angehörigkeit zu Gruppen – unabhängig vom individuellen Verhalten. Dazu gehören u. a. Migranten, Juden, Sinti und Roma, Muslime, Homosexuelle, Obdachlose, (Langzeit-)Arbeitslose, Menschen mit Behinderungen oder Menschen mit anderer Hautfarbe. Geforscht wurde dazu u. a. in einem 10-jährigen Projekt mit jährlich repräsentativen Bevölkerungsbefragungen zwischen 2002 und 2011, das von der Volkswagenstiftung und dem Graduiertenkolleg der DFG gefördert wurde. Das DFG-Graduiertenkolleg leitete er vom Beginn 2004 bis 2010 zusammen mit Ulrich Wagner (Universität Marburg). Die Ergebnisse sind in jährlichen Ausgaben der Deutschen Zustände im Suhrkamp-Verlag und über viele Jahre hinweg in der Zeit erschienen.
Mit Hilfe des Eskalationsmodells veranschaulicht Heitmeyer die Verbreitung unterschiedliche Stufen autoritärer Weltbilder innerhalb der Bevölkerung. Die Intensität autoritärer Weltbilder nimmt von außen nach innen zu, wobei äußere Schichten den innen liegenden ihre Legitimität verleihen. Verwiesen wird damit darauf, dass nicht nur rechtsradikale Gruppen eine Bedrohung darstellen. Auch diejenigen Personen, die diesem Weltbild nur punktuell zustimmen, stellen für radikalere Gruppierungen einen Legitimationsfundus dar.
Im Februar 2017 schreibt Heitmeyer, dass sich die Normalität in der Gesellschaft verschoben hat:

„Dies ist besonders brisant hinsichtlich zweier basaler Normen dieser Gesellschaft, die nicht verhandelbar sind – und doch immer wieder bedroht werden durch Normalitätsverschiebungen. Es ist erstens die Gleichwertigkeit und zweitens die psychische und physische Unversehrtheit von allen Menschen, die in einer Gesellschaft leben.“

Diese Normalitätsverschiebungen werden durch einen aggressiven Sprachstil von rechtspopulistischen Akteuren erzeugt. Medien nutzen diese Provokationen, um auf dem Markt präsenter zu sein. Unsichtbare gruppenbezogene Menschenfeindlichkeit wird „durch Mobilisierungsexperten unter anderem von Pegida und AfD in öffentliche Manifestationen verwandelt“. „Durch die benannten Mechanismen und Akteursgruppen werden neue Normalitäten etwa von gruppenbezogener Menschenfeindlichkeit erzeugt“. Die AfD mache ihr „autoritärer Nationalradikalismus“ erfolgreich, der darauf abziele, für die Gesellschaft wichtige Institutionen zu destabilisieren.
Nach Heitmeyer hat diese Erzeugung neuer Normalitäten „eine prekäre Zivilität zur Folge.“ Die errungene Zivilität wird durch die benannten Akteure wieder zerstört.
In einem Gastbeitrag zu Spiegel online äußerte sich Heitmeyer zur Verwendung des Begriffs „Rechtspopulismus“, den er als verharmlosend ansieht. Sowohl von rechtspopulistischen als auch von gewalttätigen rechtsextremistischen Richtungen unterscheide sich ein „autoritärer Nationalradikalismus“ dadurch, dass er „auf die Destabilisierung von gesellschaftlichen und politischen Institutionen zielt, um einen Systemwechsel zu erreichen. Systemwechsel heißt nicht Diktatur, sondern im Rahmen bisheriger legaler Verfahren die Umstellung auf eine geschlossene Gesellschaft und eine illiberale Demokratie“. Es gehe „vor allem um das Eindringen in die Institutionen, also Justiz, Polizei, Medien, Schulen, Kulturbereich, politische Bildung, Gedenkstätten, Sport, Bundeswehr, Gewerkschaften, Theater und, und, und“. Zugleich verweist er auf „das existierende Eskalationskontinuum im gesamten rechten Spektrum“. Laut Heitmeyer „ist die Entdifferenzierung durch die allgegenwärtige Verwendung des Begriffes Rechtspopulismus gefährlich“.
Heitmeyer äußerte während der COVID-19-Pandemie Bedenken hinsichtlich der Mobilisierung durch „neue rechte Bedrohungsallianzen“. Auf Demonstrationen gegen die Maßnahmen zur Eindämmung der Pandemie vermischten sich besorgte Einzelpersonen mit einschlägigen ideologischen Gruppen, sodass es für den rechten Rand leicht sei, im Zuge der Pandemie neue Anhänger zu gewinnen. Außerdem spalte die Pandemie „weiter nach arm und reich“.

## Auszeichnungen
Heitmeyer erhielt eine Forschungsprofessur der Volkswagenstiftung von 2003 bis 2005. Er wurde 2012 mit dem Göttinger Friedenspreis ausgezeichnet. 2014 erhielt er für seine Verdienste um die Konflikt- und Gewaltforschung als Ehrenpreis den Innovationspreis des Landes Nordrhein-Westfalen.

## Veröffentlichungen (Auswahl)
- Die Durchrohung der Gesellschaft. Signaturen der Bedrohung 3. Suhrkamp, Berlin 2024, ISBN 978-3-518-12793-3 (erscheint im August 2024).
- (Hrsg. mit Günter Frankenberg) Treiber des Autoritären. Pfade von Entwicklungen zu Beginn des 21. Jahrhunderts. Campus, Frankfurt/New York 2022, ISBN 978-3-593-51607-3.[13]
- (Zus. mit Manuela Freiheit und Peter Sitzer): Rechte Bedrohungsallianzen. Signaturen der Bedrohung II. Suhrkamp, Berlin 2020, ISBN 978-3-518-12748-3.
- Autoritäre Versuchungen. Signaturen der Bedrohung. Suhrkamp, Berlin 2018, ISBN 978-3-518-12717-9.
- (Hrsg. mit Nils Böckler, Thorsten Seeger, Peter Sitzer): School Shootings: International Research, Case Studies, and Concepts for Prevention. New York, Springer 2013.
- (Hrsg. mit Andreas Grau): Menschenfeindlichkeit in Städten und Gemeinden. Weinheim, Beltz Juventa Verlag 2013.
- (Hrsg. mit Peter Imbusch): Desintegrationsdynamiken: Integrationsmechanismen auf dem Prüfstand. Wiesbaden, VS Verlag 2012.
- (Zus. mit D. Borstel): Menschenfeindliche Mentalitäten, radikalisierte Milieus und Rechtsterrorismus. In: Malthaner, Waldmann (Hrsg.) Radikale Milieus. Frankfurt a. M., Campus 2012, 339–368.
- (Hrsg.) Heitmeyer et al. Control of Violence. New York, Springer 2011.
- (als Hrsg.): Deutsche Zustände. Folge 1–10, Frankfurt a. M./Berlin, Suhrkamp 2002 bis 2011.
- Kontrollverluste. Zur Zukunft der Gewalt. In: Heitmeyer/Soeffner (Hrsg.): Gewalt. Frankfurt a. M., Suhrkamp 2004. S. 86–103.
- (Hrsg. mit John Hagan): Internationales Handbuch der Gewaltforschung. Westdeutscher Verlag, Wiesbaden 2002. / (mit John Hagan): International Handbook of Violence Research. Dordrecht. Kluwer Academic Publishers 2003.
- Autoritärer Kapitalismus, Demokratieentleerung und Rechtspopulismus. Eine Analyse von Entwicklungstendenzen. In: Heitmeyer/D. Loch (Hrsg.): Schattenseiten der Globalisierung. Rechtsradikalismus, Rechtspopulismus und Regionalismus in westlichen Demokratien. Frankfurt a. M., Suhrkamp 2001. 497–534.
- (mit R. Anhut): Desintegration, Konflikt und Ethnisierung. Eine Problemanalyse und theoretische Rahmenkonzeption. In: W. Heitmeyer, R. Anhut (Hrsg.), Bedrohte Stadtgesellschaft. Soziale Desintegrationsprozesse und ethnisch-kulturelle Konfliktkonstellationen. Weinheim/München, Juventa 2000.
- (als Hrsg.) Die Krise der Städte: Analysen zu den Folgen desintegrativer Stadtentwicklung für das ethnisch-kulturelle Zusammenleben. Frankfurt a. M., Suhrkamp 1998.
- (Hrsg. mit Heiner Bielefeldt): Politisierte Religion. Ursachen und Erscheinungsformen des modernen Fundamentalismus. Frankfurt a. M., Suhrkamp 1998.
- (mit J. Müller, H. Schröder): Verlockender Fundamentalismus. Türkische Jugendliche in Deutschland. Frankfurt a. M. Suhrkamp 1997. ISBN 3-518-11767-X, Teildokument Islamisch-fundamentalistische Orientierungen bei türkischen Jugendlichen (Homepage der Friedrich-Ebert-Stiftung).
- (als Hrsg.) Was treibt die Gesellschaft auseinander? Frankfurt a. M., Suhrkamp 1997.
- (als Hrsg.) Was hält die Gesellschaft zusammen? Frankfurt a. M., Suhrkamp 1997.
- Entsicherungen. Desintegrationsprozesse und Gewalt. In: Beck, Beck-Gernsheim (Hrsg.): Riskante Freiheiten. Frankfurt a. M., Suhrkamp 1994. 376–401.
- (mit Mitarb.) Die Bielefelder Rechtsextremismus-Studie. Erste Langzeituntersuchung zur politischen Sozialisation männlicher Jugendlicher. Weinheim/München, Juventa Verlag 1992.
- (mit J.I. Peter) Jugendliche Fußballfans. Soziale und politische Orientierungen, Gesellungsformen, Gewalt. Weinheim/München, Juventa Verlag 1988.
- Rechtsextremistische Orientierungen bei Jugendlichen Weinheim/München, Juventa Verlag 1987.

## Berichterstattung zur Person
- Soziale Desintegration und gruppenbezogene Menschenfeindlichkeit. Deutschlandfunk, Reihe Zeitzeugen im Gespräch, 3. April 2024
- Der Kämpfer gegen die Menschenfeindlichkeit geht. WDR, 14. April, 2013.
- Gewalten-Teilung. Unruhen, Rassismus, Hassgefühle: Professor Wilhelm Heitmeyer ist Deutschlands wohl bekanntester Konfliktforscher. In: Süddeutsche Zeitung, 28. Januar 2013, S. 13.
- Rette sich, wer kann. Zu Besuch beim Soziologen Wilhelm Heitmeyer. In: taz, 28. Februar 2012.
- Das personifizierte Frühwarnsystem der Gesellschaft. In: Neue Westfälische, 10./11. März 2012, S. 4.
- Der Vater der Parallelgesellschaft. In: taz, 16. November 2007, S. 13.
- Der die Gewalt erklärt – Ob Fundamentalismus oder Unterschicht - der Soziologe Wilhelm Heitmeyer erforscht die schwarzen Seiten der Moderne. In: Die Zeit, Nr. 45/2006.
- Auf Forschungsreise tief im braunen Sumpf. In: Stuttgarter Zeitung, 248, 2000, S. 3.
- Ein Mann macht sich unbeliebt. Wilhelm Heitmeyer erforscht, was die Gesellschaft zusammenhält und wie Gewalt entsteht. In: Die Zeit, 2. Januar 1998, S. 3.